# Akshayuk Pass
Akshayuk Pass (franska: Col Akshayuk) är ett bergspass i Kanada.   Det ligger i territoriet Nunavut, i den östra delen av landet, 2 400 km norr om huvudstaden Ottawa. Akshayuk Pass ligger 603 meter över havet.
Terrängen runt Akshayuk Pass är bergig norrut, men söderut är den kuperad. Trakten runt Akshayuk Pass är nära nog obefolkad, med mindre än två invånare per kvadratkilometer.. Det finns inga samhällen i närheten. 
Trakten runt Akshayuk Pass består i huvudsak av gräsmarker.